# Raukumara Range
Raukumara Range je pohoří ve východní části Severního ostrova na Novém Zélandu.
Leží v regionech Gisborne a Bay of Plenty. Rozkládá se ze severovýchodu na jihozápad.
Geologicky tvoří pohoří především sedimentární horniny z období křídy. Nejvyšší horou je Hikurangi (1 752 m).